# James Dwight Dana
James Dwight Dana, ameriški geolog, mineralog, naravoslovec in zoolog, * 12. februar 1813, Utica, New York, ZDA, † 14. april 1895, New Haven, Connecticut, ZDA.

## Življenje in delo
Dana je diplomiral leta 1833 na Kolidžu Yale v New Havenu, Connecticut. Leta 1836 je postal asistent za kemijo na Univerzi Yale.
Njegovo delo Sistem mineralogije (System of Mineralogy) iz 1837 predstavlja klasifikacijo mineralov, ki temelji na matematiki, fiziki in kemiji. S knjigo je dosegel velik ugled, niz standardnih priročnikov s tem naslovom pa se je nadaljeval do 20. stoletja. Njegovo drugo delo, Geološki priročnik (Manual of Geology) iz 1862, v katerem je proučil izvor in zgradbo zemljin in oceanov, je prav tako doživelo mnogo ponatisov. Dana se je avgusta 1838 pridružil kapitanu Wilkesu na križarjenju okoli sveta pod pokroviteljstvom Ameriške mornarice in pomembno prispeval k raziskavam koralnih grebenov. Odprava je trajala do leta 1842.
Iz odprave je Dana objavil dela Zoofiti (Zoophytes) (1846), Geologija (Geology) (1849) in Raki (Crustacea) (1852–1855).
5. junija 1844 se je poročil z Henrietto Frances Silliman. Leta 1849 se mu je rodil sin Edward Salisbury, ki je pozneje tudi sam postal mineralog.
Skupaj s Sillimanom je bil Dana sourednik revije Americal journal of Science od leta 1846, kjer je zelo vplival na razvoj ameriške geologije. Leta 1847 je na Univerzi Yale nasledil Sillimana kot profesor zgodovine naravoslovja in geologije. Dana je napisal še Mineraloški priročnik (Manual of Minerology) (1843), Korale in koralni otoki (Corals and Coral Islands) (1872) in Značilnosti ognjenikov (Characteristics of Volcanoes) (1890).

## Priznanja
Nagrade
Leta 1877 je za svoje znanstvene dosežke prejel Copleyjevo medaljo Kraljeve družbe iz Londona.